# Swiss Open Gstaad 2023
Swiss Open Gstaad 2023 (còn được biết đến với EFG Swiss Open Gstaad vì lý do tài trợ) là một giải quần vợt nam thi đấu trên mặt sân đất nện ngoài trời. Đây là lần thứ 55 Giải quần vợt Thụy Sĩ Mở rộng được tổ chức, và là một phần của ATP Tour 250 trong ATP Tour 2023. Giải đấu diễn ra tại Roy Emerson Arena ở Gstaad, Thụy Sĩ, từ ngày 17 đến ngày 23 tháng 7 năm 2023.

## Điểm và tiền thưởng

### Phân phối điểm
| Sự kiện | VĐ  | CK  | BK | TK | Vòng 1/16 | Vòng 1/32 | Q  | Q2 | Q1 |
| Đơn     | 250 | 150 | 90 | 45 | 20        | 0         | 12 | 6  | 0  |
| Đôi     | 250 | 150 | 90 | 45 | 0         | —         | —  | —  | —  |

### Tiền thưởng
| Sự kiện | VĐ      | CK      | BK      | TK      | Vòng 1/16 | Vòng 1/32 | Q2     | Q1     |
| Đơn     | €85,605 | €49,940 | €29,355 | €17,010 | €9,880    | €6,035    | €3,020 | €1,645 |
| Đôi*    | €29,740 | €15,910 | €9,330  | €5,220  | €3,070    | —         | —      | —      |

*mỗi đội

## Nội dung đơn

### Hạt giống
| Quốc gia | Tay vợt                 | Xếp hạng1 | Hạt giống |
| -------- | ----------------------- | --------- | --------- |
| ESP      | Roberto Bautista Agut   | 23        | 1         |
| SRB      | Miomir Kecmanović       | 41        | 2         |
| ITA      | Lorenzo Sonego          | 42        | 3         |
| GER      | Yannick Hanfmann        | 45        | 4         |
| CHN      | Zhang Zhizhen           | 52        | 5         |
| ESP      | Roberto Carballés Baena | 57        | 6         |
| SWE      | Mikael Ymer             | 59        | 7         |
| SRB      | Laslo Djere             | 60        | 8         |

- † Bảng xếp hạng vào ngày 3 tháng 7 năm 2023[2]

### Vận động viên khác
Đặc cách:
- Fabio Fognini
- Alexander Ritschard
- Dominic Stricker

Vượt qua vòng loại:
- Facundo Bagnis
- Zizou Bergs
- Hamad Medjedovic
- Jurij Rodionov

Thua cuộc may mắn:
- Otto Virtanen

### Rút lui
- Félix Auger-Aliassime → thay thế bởi  Arthur Rinderknech
- Jiří Lehečka → thay thế bởi  Jaume Munar
- Denis Shapovalov → thay thế bởi  Stan Wawrinka
- Jan-Lennard Struff → thay thế bởi  Dominic Thiem
- Mikael Ymer → thay thế bởi  Otto Virtanen

## Nội dung đôi

### Hạt giống
| Quốc gia | Tay vợt           | Quốc gia | Tay vợt          | Xếp hạng1 | Hạt giống |
| -------- | ----------------- | -------- | ---------------- | --------- | --------- |
| BRA      | Marcelo Demoliner | NED      | Matwé Middelkoop | 81        | 1         |
| FRA      | Sadio Doumbia     | FRA      | Fabien Reboul    | 91        | 2         |
| NED      | Robin Haase       | AUT      | Philipp Oswald   | 99        | 3         |
| MON      | Romain Arneodo    | AUT      | Sam Weissborn    | 105       | 4         |

- † Bảng xếp hạng vào ngày 3 tháng 7 năm 2023

### Vận động viên khác
Đặc cách:
- Mika Brunold /  Kilian Feldbausch
- Dominic Stricker /  Stan Wawrinka

Thay thế:
- Zizou Bergs /  Jurij Rodionov

### Rút lui
- Sriram Balaji /  Jeevan Nedunchezhiyan → thay thế bởi  Sriram Balaji /  Zhang Zhizhen
- Roberto Carballés Baena /  Luis David Martínez → thay thế bởi  Zizou Bergs /  Jurij Rodionov
- Jamie Murray /  Michael Venus → thay thế bởi  Boris Arias /  Federico Zeballos
- Petros Tsitsipas /  Sem Verbeek → thay thế bởi  Arthur Rinderknech /  Sem Verbeek

## Nhà vô địch

### Đơn
- Pedro Cachin đánh bại  Albert Ramos Viñolas, 3–6, 6–0, 7–5

### Đôi
- Dominic Stricker /  Stan Wawrinka đánh bại  Marcelo Demoliner /  Matwé Middelkoop, 7–6(10–8), 6–2